# Neujahrskonzert der Wiener Philharmoniker 1946
Das Neujahrskonzert der Wiener Philharmoniker 1946 war das erste, auch so bezeichnete Neujahrskonzert der Wiener Philharmoniker, war gleichzeitig das erste Neujahrskonzert nach der Österreichischen Unabhängigkeitserklärung und fand am 1. Jänner 1946 im Wiener Musikverein statt. Dirigiert wurde es zum ersten Mal von Josef Krips. In der offiziellen Zählung der Wiener Philharmoniker werden die  Außerordentlichen Akademien am 1. Jänner der Jahre 1941–1945 (NS-Zeit) mitgezählt, nach deren Zählung ist es das sechste Neujahrskonzert.

## Historischer Hintergrund
Teil der nationalsozialistischen Kulturpolitik war die Leugnung und Verdrängung des Österreichischen – als Antipode zur Deutschen Kultur – und zugleich die Förderung des Harmlosen, des Lokalkolorits und des Lieblichen. Kunst durfte im NS-Regime nicht wehtun und verstören, sondern sollte entweder Das Erhabene fördern, siehe Wagner, Breker, Riefenstahl, oder das Liebliche und Hübsche darstellen. Insofern passten Anzengruber, Waldmüller und die Wiener Operette bestens ins kulturpolitische Konzept von Goebbels und von Schirach. Den Wiener Philharmonikern wurde von der NS-Kulturpolitik explizit die Förderung von Werke der Strauß-Dynastie aufgetragen, purer Eskapismus in Zeiten eines von den Nazis herbeigeführten blutigen Weltkrieges, des Holocaust, des Porajmos, der physischen Vernichtung politischer Gegner, von behinderten Menschen, Homosexuellen, Zeugen Jehovas, so genannt Asozialen, Obdachlosen, Landstreichern. Die Philharmoniker schreiben heute auf ihrer Website:

„Der Ursprung dieses Konzerts fällt in den düstersten Abschnitt der Geschichte Österreichs und des Orchesters. Inmitten von Barbarei, Diktatur und Krieg, in einer Phase ständigen Bangens um das Leben einzelner Mitglieder oder deren Angehöriger setzten die Philharmoniker am 31. Dezember 1939 einen ambivalenten Akzent: Der Reinertrag eines der Strauß-Dynastie gewidmeten außerordentlichen Konzerts unter der Leitung von Clemens Krauss wurde zur Gänze der nationalsozialistischen Spendenaktion Kriegswinterhilfswerk gewidmet.“

Krauss war das Werk der Brüder Johann und Josef Strauß schon lange ein besonderes Anliegen gewesen. Der Prototyp des Neujahrskonzertes fand am 11. August 1929 bei den Salzburger Festspielen statt: ein reines Johann-Strauß-Sohn-Programm mit den Philharmonikern und Clemens Krauss am Pult. Ähnliche Konzerte folgten, wiederum in Salzburg, alljährlich bis 1933, erneut 1939, 1942 und 1943. Krauss etablierte das Salzburger Konzept ab Kriegsbeginn als Konzert zur Jahreswende, als ein Stück Weltflucht, als „echt wienerisches Freudenfest“, vom Großdeutschen Rundfunk auch an die Front übertragen und dirigierte es alljährlich bis zum Untergang des Regimes.
Ab 1940 spielten die Wiener Philharmoniker zunehmend Walzer und Polkas, auch unter anderen Dirigenten. Leopold Reichwein und Hans Heinz Scholtys leiteten RAVAG- und NSDAP-Konzerte mit reinen Strauß-Programmen, Hans Knappertsbusch dirigierte 1940 bei den Salzburger Festspielen Kraft-durch-Freude-Programme mit Werken von Strauß, Heuberger, Komzák, Lanner, Suppè und Ziehrer. Auch Karl Böhm integrierte Wiener Walzer in seine Konzertprogramme mit den Philharmonikern, die auch unter Rudolf Moralt, Anton Paulik und Wilhelm Wacek eine Reihe von Wehrmachtskonzerten mit leichter Muse spielten, nicht nur in Wien, sondern in ganz Großdeutschland und in besetzten Gebieten. 1943 gastierten die Philharmoniker mit einem Schubert/Strauß-Programm, geleitet von Wilhelm Furtwängler, in Göteborg, Uppsala und Stockholm, danach auch in Berlin, mit erweitertem Programm. In Berlin und Wien spielte der Klangkörper Johann Strauß auch in den jeweiligen  Siemenswerken. Es gab auch eine Reihe von Werk- und Werkpausenkonzerten mit Strauß und noch im März 1945 reisten Clemens Krauss und das Orchester nach Salzburg, um in der SS-Kaserne Glasenbach und im Festspielhaus Walzer zu spielen.

## Das erste Neujahrskonzert nach der Befreiung Österreichs
Der Wiener Clemens Krauss dachte, sein Einsatz für die urwienerische Musik könnte ihm den Wechsel in die Nach-NS-Zeit erleichtern, und es gelang ihm in der Tat, bereits am 1. Mai 1945, 18 Tage nach dem Ende der Schlacht um Wien, im Wiener Konzerthaus am Pult der Wiener Philharmoniker ein Strauß-Programm zu dirigieren. Diesmals spielte man den Russischen Marsch op. 426 und die Polka schnell Ohne Sorgen op. 271. Doch die Verstrickungen des Dirigenten in die NS-Kulturpolitik wurden trotzdem rasch sichtbar und er wurde mit Auftrittsverbot belegt.
Daher wurde Josef Krips 1946 und 1947 eingeladen, das Neujahrskonzert der Wiener Philharmoniker zu übernehmen. In der Retrospektive lässt sich konstatieren, dass seine Unbeteiligtheit am NS-Kulturbetrieb für den Fortbestand des Konzertes genutzt wurde und er nur als Platzhalter für Clemens Krauss diente, der das Konzert 1948 wieder übernahm und es bis zu seinem Tod im Jahr 1954 durchgehend dirigierte. Krips wurde auch nach dem Tod von Clemens Krauss nicht mehr eingeladen.
Erstmals 1946 hieß das Konzert offiziell Neujahrskonzert. Zum Jahreswechsel 1939/40 war am 30. und 31. Dezember jeweils ein Außerordentliches Konzert mit Werken der Strauß-Dynastie gegeben worden. Am 1. Jänner 1941 fand das Konzert erstmals am Neujahrstag statt und trug, ebenso wie 1943 bis 1945, den Titel Philharmonische Akademie. Am 1. Jänner 1942 wurde das Konzert als Johann-Strauß-Konzert angekündigt.
Zwei Werke wurden 1945 und 1946 gespielt: die Ouvertüre zur Operette Indigo und die vierzig Räuber, in beiden Fällen das Eröffnungsstück, und die Pizzicato-Polka von Johann und Josef Strauß. 1946 erstmals ins Programm aufgenommen wurde der Radetzky-Marsch von Johann Strauß (Vater). Wie weit dies eine bewusste Entscheidung für das Österreichische war – immerhin trägt ein bedeutender Roman des frühen NS-Emigranten Joseph Roth den Titel Radetzkymarsch – ist nicht bekannt. Jedenfalls hat sich der Radetzky-Marsch seither fest im Programm etabliert und stellt traditionell das Schlussstück der Fernsehübertragung dar. Das Konzert fand wenige Tage nach der legendären Rundfunkrede von Bundeskanzler Leopold Figl statt, der folgende Worte sprach:

„Ich kann Euch zu Weihnachten nichts geben, ich kann Euch für den Christbaum, wenn ihr überhaupt einen habt, keine Kerzen geben, kein Stück Brot, keine Kohle zum Heizen, kein Glas zum Einschneiden. Wir haben nichts. Ich kann Euch nur bitten, glaubt an dieses Österreich!“

## Leistung von Josef Krips

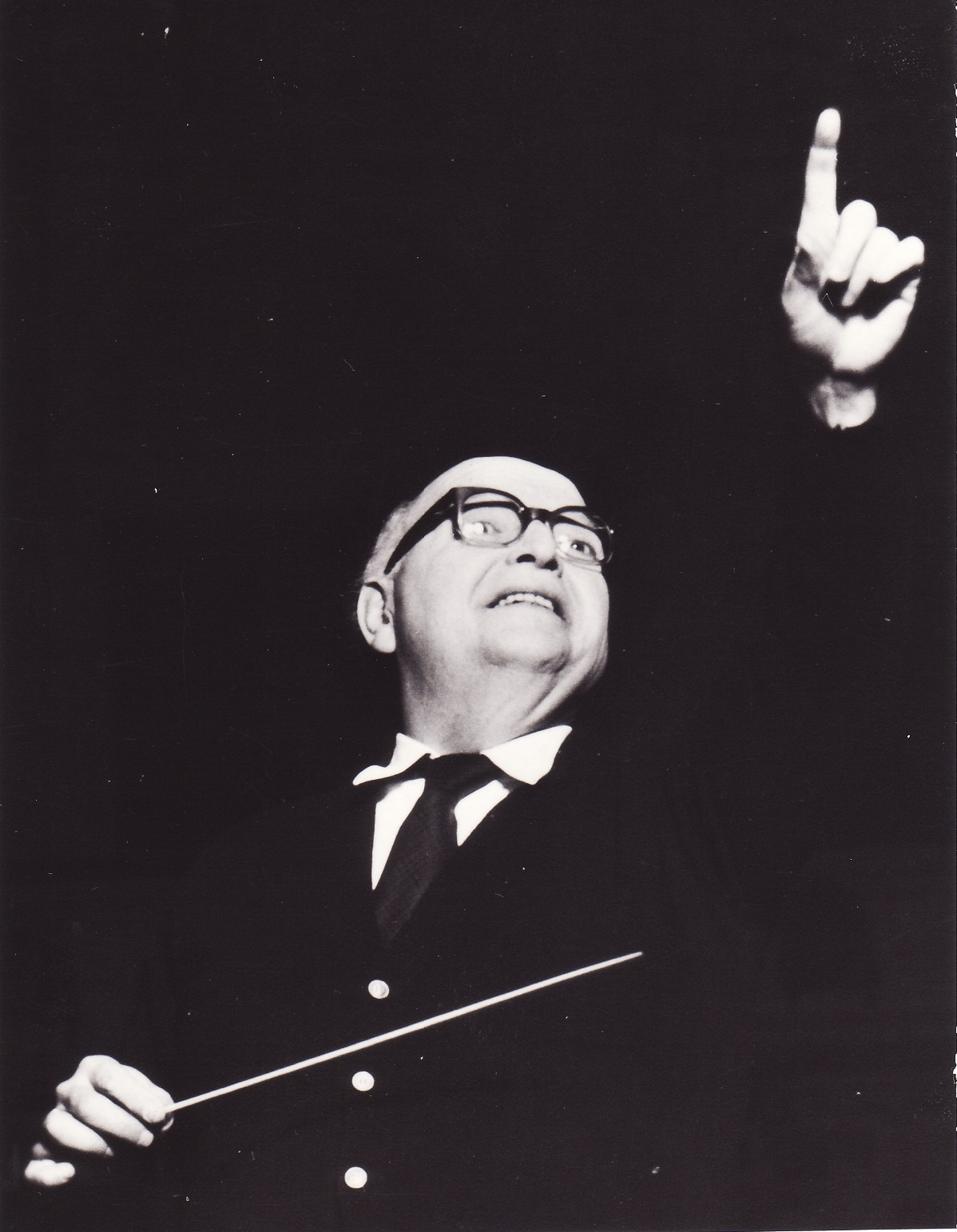
Josef Krips dirigiert

Krips hat, da er unbelastet war, die vom NS-Regime begründete Institution in die Nach-NS-Zeit gerettet. Er, der sich bereits in den 1930er Jahren an der Wiener Staatsoper als Kenner und exzellenter Dirigent der Fledermaus erwiesen hatte, holte die von den Nationalsozialisten okkupierte Musikform zurück in die Österreichische Kultur. Die Verpflichtung des „Halbjuden“ Krips ermöglichte aber auch die jahrzehntelange Verschleierung der NS-Verstrickungen der Wiener Philharmoniker, die erst im 21. Jahrhundert im vollen Umfang sichtbar wurden. Erst am 23. Oktober 2013 entschlossen sich die Philharmoniker, sechs NS-Granden die ihnen zuerkannten Auszeichnungen (Ehrenring bzw. Nicolai-Medaille) abzuerkennen. Darunter waren die Reichsgauleiter Arthur Seyß-Inquart und Baldur von Schirach. Das Neujahrskonzert 1946 bahnte den Weg zur Institutionalisierung und die Umwertung der Werke der Strauß-Dynastie von Ablenkung und Beschönigung (während des NS-Regimes) zu Hoffnungswerk und Friedensbotschaft (nach 1945).
Abgesehen von dieser kulturpolitischen Leistung war Krips auch ein exzellenter Dirigent und Strauß-Kenner, wie aus den vorliegenden Tondokumenten ersichtlich ist. Im Wiener Kurier erschien eine „hymnische“ Kritik des Neujahrskonzertes 1946 von Peter Lafite.

## Programm
1. Johann Strauß (Sohn): Ouvertüre zur Operette Indigo und die vierzig Räuber
2. Johann Strauß (Sohn): Accelerationen (Walzer), op. 234*
3. Johann Strauß (Sohn): I Tipferl-Polka (Polka française), op. 377
4. Johann Strauß (Sohn): Tritsch-Tratsch (Polka schnell), op. 214 1), **
5. Josef Strauß: Aquarellen (Walzer), op. 258*
6. Johann Strauß (Sohn): Persischer Marsch, op. 289*
7. Josef Strauß: Verliebte Augen (Polka française), op. 185
8. Johann Strauß (Sohn): Unter Donner und Blitz (Polka schnell), op. 3241)
9. Johann Strauß (Sohn): Ouvertüre zur Operette Cagliostro in Wien*
10. Josef Strauß: Delirien-Walzer, op. 212
11. Josef Strauß: Jokey-Polka (Polka schnell), op. 278
12. Johann und Josef Strauß: Pizzicato-Polka, op. 234
13. Johann Strauß (Sohn): Vergnügungszug (Polka schnell), op. 281
14. Johann Strauß (Sohn): Rosen aus dem Süden (Walzer), op. 388
15. Johann Strauß (Vater): Radetzky-Marsch, op. 2281)
16. Johann Strauß (Sohn): An der schönen blauen Donau (Walzer), op. 314

Werkliste und Reihenfolge sind dem Konzertarchiv auf der Website der Wiener Philharmoniker entnommen.
 Die mit * gekennzeichneten Werke standen erstmals in einem Programm eines Neujahrskonzertes.
 **Die Tritsch-tratsch-Polka ist keine „Polka schnell“ (Schnellpolka) im eigentlichen Sinn, diese Bezeichnung wird von Johann Strauss (Sohn) erst ab op. 281 (Vergnügungszug (Polka schnell)) gebraucht.
 Der Familienname Strauß ist original dem Konzertarchiv (Stand: 7. Juni 2023, wie auch in der Ursprungsfassung dieses Wikipedia-Artikels von 2016) entnommen.
 Die mit 1) gekennzeichneten Titel werden doppelt ausgewiesen, was wohl ihre unmittelbare Zugabe kennzeichnet (im Konzertarchiv keine näheren Angaben dazu).

## Zitat
„Johann Strauß ist für mich ein wahres Genie. Seine Musik ist ein Geschenk des ausgehenden 19. Jahrhunderts an die Welt. Ich lasse ihn mit derselben Sorgfalt spielen, wie die Werke Mozarts. Oft werde ich gefragt, was das besondere am Dreiertakt eines Walzers ist. Ein Wiener hat das im Blut. […] Bei einem Walzer von Strauß darf der Dirigent nicht absolut regelmäßige Tempi angeben.“

## Besetzung
- Josef Krips, Dirigent
- Wiener Philharmoniker

## Tondokumente
Es besteht keine Tonaufnahme des Neujahrskonzertes 1946.
Jedoch hat Josef Krips zu einem späteren Zeitpunkt mit den Wiener Philharmonikern fünf Musikstücke von Johann Strauß (Sohn) eingespielt, darunter auch den Kaiser-Walzer. Die anderen vier eingespielten Stücke entstammten alle dem Programm des Neujahrskonzertes von 1946: die drei Walzer Accelerationen, Rosen aus dem Süden und An der schönen blauen Donau sowie die Pizzicato-Polka. Diese Schallplatte erschien in fünf verschiedenen Auflagen, unter anderem 1958, 1975 und 1981.